# Avenida Aguilera
La avenida de Aguilera es una amplia y céntrica avenida de la ciudad española de Alicante. Se prolonga en dirección este-oeste y sirve como límite a cuatro barrios: Alipark y San Fernando-Princesa Mercedes, que quedan al norte; y Benalúa y Polígono Babel, que quedan al sur. La avenida debe su nombre a José Carlos Aguilera (1848-1900), IV marqués de Benalúa, quien financió las obras de construcción del barrio de Benalúa, al cual debe su nombre.

## Descripción
En origen se trataba de la carretera de salida y entrada de la ciudad por su lado oeste, antes del crecimiento de la ciudad en los años 60. Formó parte de la antigua carretera de Ocaña, llamada popularmente carretera de Madrid, hasta que en la junta de la Sociedad Anónima "Los Diez Amigos" de 15 de julio de 1886 se decidió nombrar al tramo colindante con Benalúa con su denominación actual de Aguilera.
Articulaba una gran intensidad industrial, pues a uno de sus lados se situaban industrias que posteriormente desaparecerían con la urbanización de los barrios de Alipark y San Fernando-Princesa Mercedes. No obstante, mantiene su función de entrada y salida de los barrios del oeste al centro de la ciudad, lo que la hace una avenida con una alta densidad de tráfico.
En su extremo este, la avenida Aguilera enlaza con la glorieta de la Estrella, que da acceso a otras tres importantes vías de la ciudad: las avenidas de Óscar Esplá (hacia el sur), Maisonnave (hacia el este) y Salamanca (hacia el norte). En este extremo, dan a la avenida los terrenos de la Estación de Alicante-Terminal y el Teatro Arniches (en el número 1 de la vía). En su recorrido hacia el oeste, dan a la avenida otros edificios reseñables, como el Mercado Municipal de Benalúa, el Colegio Público José Carlos Aguilera, el Palacio de Justicia de Alicante y Cáritas Diocesana de Alicante. También daba a esta avenida el edificio de Radiotelevisión Valenciana (RTVV) en Alicante, hasta su desaparición en 2013. En su extremo oeste, la avenida se bifurca en dos vías: su prolongación (hacia el noroeste), que a partir de este punto pasa a denominarse avenida de Orihuela, y la calle Periodista Rafael González Aguilar (hacia el suroeste). Entre ambas vías se encuentra el Aula Municipal de Cultura Chalet del Ingeniero de Tranvías.